# William Thetford
William Thetford, född den 25 april 1923 i Chicago, död den 4 juli 1988 i Tiburon, Kalifornien, var en amerikansk psykolog som var professor i medicinsk psykologi vid Columbiauniversitetets medicinska skola i New York. Han är mest känd för att tillsammans med Helen Schucman ha skrivit originalmanuskriptet till En kurs i mirakler, en självstudiebok i andlighet som publicerades 1976.
Efter gymnasiet fick Thetford ett fyraårigt stipendium till DePauw University i Indiana. Han tog examen i januari 1944 med psykologi och premedicin som huvudämnen. Efter examen och till sommaren 1945 arbetade Thetford som administratör vid University of Chicago, kopplad till de forskare som genomförde kärnfysikalisk forskning. Han fortsatte därefter till forskarutbildning i psykologi där han var en av Carl Rogers första studenter. 1949 tog han en Ph.D. i psykologi vid University of Chicago.
Thetford fortsatte med psykologisk forskning, delvis klinisk forskning, efter doktorsexamen. Från 1955 till 1957 var han biträdande professor i psykologi vid Cornell University. 1958 anställdes han som biträdande professor vid Columbia Universitys medicinska skola, och blev med tiden ordinarie professor. Thetford lärde känna Helen Schucman vid Columbia University. Han slutade vid universitet 1978, och 1980 flyttade han till Kalifornien för att ägna delar av sin tid åt verksamhet kopplad till En kurs i mirakler.

### Allmänna källor
- Förordet till den svenska upplagan av En kurs i mirakler (2004, Regnbågsförlaget, ISBN 91-974624-2-X)